# Jorge Torres López
Jorge Juan Torres López (Saltillo, Coahuila, 20 de febrero de 1954) es un político mexicano, miembro del Partido Revolucionario Institucional y desde el 4 de enero de 2011 hasta el 1 de diciembre de 2011 fue gobernador interino de Coahuila.

## Biografía

### Cargos públicos
Jorge Torres López es licenciado en Administración de Empresas egresado del Instituto Tecnológico y de Estudios Superiores de Monterrey, ingresó a puestos gubernamentales en 1994 al ser designado director general de Promoción y Fomento Económico del estado por el entonces gobernador Rogelio Montemayor. De 2000 a 2002 fue tesorero municipal del Ayuntamiento de Saltillo, y de 2003 a 2005 contralor del mismo ayuntamiento, siendo alcalde Humberto Moreira; en diciembre del mismo 2005 al asumir Moreira el cargo de Gobernador de Coahuila lo designó Secretario de Finanzas y permaneció en el hasta 2007 en que asumió la Presidencia Municipal de Saltillo en sustitución de Fernando de las Fuentes Hernández y permaneció en el hasta diciembre de 2009, en enero de 2010 volvió al gobierno del estado como Secretario de Desarrollo Social, nombrado nuevamente por Humberto Moreira.

### Gobernador interino
El 4 de enero de 2011 el Congreso de Coahuila lo designó como Gobernador del estado para concluir el periodo de ese día al 30 de noviembre del mismo año, al solicitar licencia al cargo Humberto Moreira.

## Lavado de dinero
Actualmente es acusado por lavado de dinero en los Estados Unidos y sus propiedades y cuentas bancarias (producto de sus nexos con el narco) han sido congeladas.  Es uno de los más buscados por la DEA. Fue detenido en Puerto Vallarta en 2019. Fue extraditado en 2019 a Corpus Christi, Texas. En junio de 2021 fue sentenciado a tres años por lavado de dinero.